# Momoe Yamaguchi
Momoe Yamaguchi (Tokyo, 17 gennaio 1959) è una cantante, attrice e modella giapponese.
Ha iniziato la sua carriera nel 1973 dopo aver partecipato a Star Tanjo!, un programma di audizioni musicali giapponesi popolare negli anni '70 e per gran parte degli anni '80.
Spesso chiamata semplicemente con il suo nome "Momoe", Yamaguchi è una delle cantanti di maggior successo del panorama musicale nipponico e vanta la pubblicazione di più di trenta singoli oltre a più di quaranta album. Ha anche recitato in più di venti e diverse serie televisive. All'età di 21 anni, Yamaguchi si ritirò dalle scene all'apice della sua popolarità per sposare l'attore Tomokazu Miura; da allora non si è mai più esibita né è apparsa in pubblico.

## Discografia

### Album in studio
- 1973 - Toshigoro (としごろ)
- 1973 - Aoi Kajitsu/Kinjirareta Asobi (青い果実／禁じられた遊び)
- 1974 - Momoe no Kisetsu (百恵の季節)
- 1974 - Hitonatsu no Keiken (ひと夏の経験)
- 1974 - 15-sai (15才)
- 1975 - 16-sai no Tēma (16才のテーマ)
- 1975 - Sasayakana Yokubō (ささやかな欲望)
- 1976 - 17-sai no Tēma (17才のテーマ)
- 1976 - Yokosuka Story (横須賀ストーリー)
- 1976 - Pearlcolour ni Yurete (パールカラーにゆれて)
- 1977 - Momoe Hakusho (百恵白書)
- 1977 - Golden Flight
- 1977 - Hana Zakari (花ざかり)
- 1978 - Cosmos / Uchū (Cosmos（宇宙）)
- 1978 - Doramachikku (ドラマチック)
- 1978 - Hatachi no Kinenbei Manjushaka (二十歳の記念碑 曼珠沙華)
- 1979 - A Face in a Vision
- 1979 - L. A. Blue
- 1980 - Harutsugedori (春告鳥)
- 1980 - Möbius's Game
- 1980 - Fenikkusu Densetsu (不死鳥伝説)
- 1980 - This is My Trial

### Album dal vivo
- 1975 - Momoe Live: Momoe-chan Matsuri Yori (百恵ライブ -百恵ちゃん祭りより-)
- 1976 - Momoe on Stage
- 1977 - Momoe in Koma
- 1978 - Momoe-chan Matsuri '78 (百恵ちゃんまつり'78)
- 1979 - Recital: Ai ga Uta ni Kawaru Toki (リサイタル -愛が詩にかわる時-)
- 1980 - Densetsu Kara Shinwa e: Budokan... At Last (伝説から神話へ)

### Raccolte
- 1974 - Yamaguchi Momoe Hit Zenkyokushuu: 1974ban (山口百恵ヒット全曲集 -1974年版-)
- 1975 - DELUXE SERIES Yamaguchi Momoe Deluxe (DELUXE SERIES 山口百恵デラックス)
- 1975 - Best Hits Yamaguchi Momoe Hit Zenkyokushuu (Best Hits 山口百恵ヒット全曲集)
- 1976 - Best of Best Yamaguchi Momoe no Subete (Best of Best 山口百恵のすべて)
- 1976 - Best Hits Yamaguchi Momoe Hit Zenkyokushuu (Best Hits 山口百恵ヒット全曲集)
- 1977 - Yamaguchi Momoe (山口百恵)
- 1977 - HE BEST Yamaguchi Momoe: Momoe Monogatari (THE BEST 山口百恵 -百恵物語-)
- 1978 - THE BEST Playback (THE BEST プレイバック)
- 1978 - THE BEST Yamaguchi Momoe (THE BEST 山口百恵)
- 1979 - he Best Yamaguchi Momoe (ザ・ベスト 山口百恵)
- 1979 - THE BEST Yamaguchi Momoe (THE BEST 山口百恵)
- 1980 - Star Legend Momoe Densetsu (Star Legend 百恵伝説)
- 1980 - Utai Tsugareteyuku Uta no Youni '73〜'77 (歌い継がれてゆく歌のように '73〜'77)
- 1981 - THE BEST Again Momoe (THE BEST Again 百恵)
- 1982 - Again Momoe Anata e no Komoriuta (Again 百恵 あなたへの子守唄)
- 1982 - PLAYBACK MOMOE 1973-1982
- 1993 - 33 SINGLES MOMOE
- 1983 - 3650 Momoe Juunen (百惠十年)
- 1985 - Yamaguchi Momoe Best Collection (山口百恵ベスト・コレクション)
- 1992 - Momoe Fukkatsu (百恵復活)
- 1992 - Momoe Kaiki (百恵回帰)
- 1993 - Utai Tsugareteyuku Uta no Youni: Momoe Kaiki 2 (歌い継がれてゆく歌のように -百恵回帰II-)
- 1993 - Momoe Actress Densetsu (百恵・アクトレス伝説)
- 1994- Sekkishun Fu (惜春 譜)
- 1994 - Momoe Climax (百恵クライマックス)
- 1995 - Yamaguchi Momoe Best Collection: Yokosuka Story (山口百惠ベスト・コレクション〜横須賀ストーリー〜)
- 1995 - Momoe Jiten (百惠辞典)
- 1995 - Yamaguchi Momoe Best Collection: Ii Hi Tabidachi (山口百惠ベスト・コレクションII 〜いい日旅立ち〜)
- 1997 - Best Selection Vol.1 (ベスト・セレクション Vol.1)
- 1997 - Best Selection Vol.2(ベスト・セレクション Vol.2)
- 1997 - GOLDEN J-POP/THE BEST Yamaguchi Momoe (GOLDEN J-POP／THE BEST 山口百惠)
- 2000 - 2000 BEST Yamaguchi Momoe Best Collection (2000 BEST 山口百恵 ベスト・コレクション)
- 2002 - GOLDEN☆BEST Yamaguchi Momoe PLAYBACK MOMOE part2 (GOLDEN☆BEST 山口百恵 PLAYBACK MOMOE part2)
- 2005 - Complete Momoe Kaiki (コンプリート百恵回帰)
- 2005 - Akai Series Single Collection (赤いシリーズ シングル・コレクション)
- 2007 - Yamaguchi Momoe Best Collection Vol.1 (山口百恵ベスト・コレクション VOL.1)
- 2007 - Yamaguchi Momoe Best Collection Vol.2 (山口百恵ベスト・コレクション VOL.2)
- 2007 - MOMOE PREMIUM update
- 2009 - GOLDEN☆BEST Yamaguchi Momoe Complete Single Collection (GOLDEN☆BEST 山口百恵 コンプリート・シングルコレクション)
- 2010 - GOLDEN☆BEST orikara Momoe Complete Single Collection
- 2013 - GOLDEN☆BEST Yamaguchi Momoe Album Selection (GOLDEN☆BEST 山口百恵 アルバム・セレクション)
- 2015 - Golden Idol Yamaguchi Momoe (ゴールデン☆アイドル 山口百恵)
- 2017 - GOLDEN☆BEST Yamaguchi Momoe Nihon no Yonshiki wo Utau (GOLDEN☆BEST 山口百恵 日本の四季を歌う)
- 2023 - GOLDEN☆BEST MOMOE DISCO ＆ SOUL